# Dienis Woronienkow
Dienis Nikołajewicz Woronienkow (ur. 10 kwietnia 1971 w Gorkim, zm. 23 marca 2017 w Kijowie) – rosyjski polityk i opozycjonista.

## Życiorys
W 1988 roku skończył szkołę wojskową w Leningradzie, w 1995 roku Wojskowy Uniwersytet Ministerstwa Obrony, a w 1996 roku studia prawnicze na Uniwersytecie Pedagogicznym w Riazaniu. W latach 1995–1999 pracował w organach prokuratury wojskowej jako śledczy i pomocnik prokuratora oraz zastępca prokuratora. W 2000 roku został starszym referentem aparatu frakcji „Jedność” w Dumie Państwowej, w latach 2001–2006 pracował w administracji miasta Narjan-Mar w Nienieckim Okręgu Autonomicznym jako wiceburmistrz. Przedstawiał się jako weteran wojny w Afganistanie.
Doktor prawa, autor ok. 90 publikacji. W 2006 roku został profesorem nadzwyczajnym, a cztery lata później profesorem Wydziału Teorii i Historii Państwa i Prawa w Instytucie Prawa w Petersburgu.
W latach 2011–2016 z ramienia Komunistycznej Partii Federacji Rosyjskiej był deputowanym do Dumy, zasiadał m.in. w komisji ds. walki z korupcją, chociaż w 2001 i 2003 roku został aresztowany, odpowiednio za wręczenie łapówki i wymuszenie. Był współautorem 24 ustaw. Jako przedstawiciel koncesjonowanej opozycji popierał aktywnie politykę władz, będąc jednym z autorów ustawy ograniczającej udział zagranicznego kapitału w rynku mediowym i zwalczał grę Pokemon Go jako imperialistyczny wynalazek, krytykował Ukrainę za rusofobię i popierał aneksję Krymu. 6 kwietnia 2015 roku Komitet Śledczy zwrócił się do Prokuratury Generalnej z prośbą o złożenie wniosku ws. uchylenia mu immunitetu w związku z zarzutem siłowego zagarnięcia nieruchomości w Moskwie. W 2016 roku nie uzyskał reelekcji, oskarżył partię o oszustwa i w efekcie został usunięty z KPFR.
Gdy w grudniu 2016 roku przeniósł się do Kijowa, zeznawał przed prokuraturą generalną jako świadek w sprawie Wiktora Janukowycza. Już przebywając na Ukrainie, wypierał się głosowania za przyłączeniem Krymu do Rosji, twierdząc że za pomocą jego karty zagłosował inny poseł. W odpowiedzi Rosja przedstawiła mu liczne zarzuty popełnienia przestępstw finansowych i ogłosiła, że jego wyjazd na Ukrainę był ucieczką przed wymiarem sprawiedliwości.
W tym samym roku zrzekł się obywatelstwa rosyjskiego i został obywatelem Ukrainy. Został zastrzelony 23 marca 2017 roku przez obywatela Ukrainy. Jego zabójcę później postrzelił ochroniarz polityka, zabójca został przewiedziony do szpitala, gdzie zmarł. Już kilka godzin po zabójstwie rzecznik prezydenta Rosji stanowczo zdementował pogłoski o zleceniu zabójstwa przez rosyjskie władze, mimo że ukraińskie służby nie sformułowały jeszcze takiego zarzutu.
Żonaty z Mariją Maksakową, posłanką Jednej Rosji i solistką operową. Para miała jedno dziecko.